# 弾性力学
弾性力学（だんせいりきがく）とは、連続体力学・固体力学の一分野で、弾性体を対象とする学問である。弾性力学が扱うのは、物体に加わった力が降伏点に達するまでの範囲である。弾性力学では、実際の物体の問題を理論的に解いていく。塑性力学とともに、物体の巨視的な特性を解明する学問である。